# Micheál Ó Móráin
Mícheál Ó Móráin (24 décembre 1911 - 6 mai 1983) est un homme politique irlandais du Fianna Fáil qui est ministre de la Justice de 1968 à 1970, ministre du Gaeltacht de 1957 à 1959 et de 1961 à 1968 et ministre des Terres de 1959 à 1968. Il est Teachta Dála (TD) de 1938 à 1973.

## Biographie
Ó Móráin est né à Castlebar, dans le Comté de Mayo, issu d'une famille républicaine, dont des membres ont combattu dans la guerre d'indépendance irlandaise et dans la guerre civile irlandaise du côté des anti-traités. Avocat de profession, Ó Móráin est élu pour la première fois au Dáil Éireann pour la circonscription de Mayo Sud lors de sa deuxième tentative aux élections générales de 1938. Il reste sur les bancs d'arrière-ban pendant plusieurs années jusqu'à ce qu'il soit nommé au cabinet par le Taoiseach Éamon de Valera en 1957 en tant que ministre du Gaeltacht. Il est de langue maternelle irlandaise. Il est nommé ministre des Terres par le Taoiseach Seán Lemass en 1959 et est reconduit au portefeuille pour le Gaeltacht en 1961. Il reste dans ces deux départements jusqu'en 1968.
L'Irlande demande officiellement son adhésion à la CEE en juillet 1961. Ó Móráin, en tant que ministre des Terres et du Gaeltacht, prononce un discours largement médiatisé devant la Chambre de commerce de Castlebar en 1962. Dans son discours, il affirme que l'Irlande est « prête à souscrire aux objectifs politiques de la CEE » et qu'elle ne veut pas être perçue comme « engagée » dans sa politique de neutralité. Dans la controverse qui suit, Ó Móráin et Lemass nient toute suggestion que l'Irlande pourrait ou devrait abandonner sa neutralité. À l’extérieur du pays, les gouvernements étrangers voient cet épisode comme un débat délibérément provoqué afin d’évaluer la marge de manœuvre intérieure du gouvernement en matière de neutralité.
Ó Móráin est nommé ministre de la Justice par le Taoiseach Jack Lynch en 1968. C'est dans ce poste qu'on se souvient le plus de lui. Alors qu'Ó Móráin est encore ministre, la crise des armements en Irlande éclate en 1970. Ce scandale politique voit les ministres du gouvernement Charles Haughey et Neil Blaney limogés par le Taoiseach pour leur implication présumée dans un complot visant à faire passer des armes en contrebande à l'armée républicaine irlandaise en Irlande du Nord. Ó Móráin souffre continuellement de problèmes de santé, accentués par son alcoolisme. Lorsque la crise des armements éclate, Lynch vient voir Ó Móráin à l'hôpital de Galway et demande sa démission. Ó Móráin est témoin lors du procès sur les armes qui suit. Il témoigne qu'il a transmis au Taoiseach des rapports des services de renseignement de la Garda sur l'implication de ministres de l'IRA avant la saisie des armes à l'aéroport de Dublin. Le témoignage d'Ó Móráin au procès est décrit comme « erratique ».
Ó Móráin perd son siège au Dáil aux élections générales de 1973 et se retire de la politique. Il est décédé à Castlebar, dans le comté de Mayo, le 6 mai 1983.